# 9297 Marchuk
9297 Marchuk eller 1984 MP är en asteroid i huvudbältet som upptäcktes den 25 juni 1984 av den ryska astronomen Tamara Smirnova vid Krims astrofysiska observatorium på Krim. Den har fått sitt namn efter Gurij Ivanovich Marchuk.
Asteroiden har en diameter på ungefär 9 kilometer och den tillhör asteroidgruppen Eunomia.